# William Henry McGarvey
William Henry McGarvey (* 20. November 1843 in Huntingdon (Québec); † 27. November 1914 in Wien) war ein kanadischer Ölpionier.

## Leben
Seine Eltern Edward und Sarah waren in den frühen 1840ern von Nordirland nach Huntington in Quebec emigriert, wo er 1843 geboren wurde. Im Alter von 16 Jahren zog die Familie nach Wyoming (Ontario) und eröffnete dort ein Geschäft. 1862 trampte er zu den Ölfeldern, wo er das Bohren, die Raffination und Vermarktung von Erdöl erlernte und die Ölgrößen wie Fairbank, Williams, Vaughn und Shaw kennenlernte. Er bohrte selbst erfolgreich in Oil Springs und ab 1866 in Petrolia (Ontario). Hier eröffnete er auch seinen Mammoth Store und heiratete Helena J. Wesolowska aus Mount Clemens, Michigan, mit der er die Kinder Nellie, Frederick und Mary (* 1876) hatte.
McGarvey entwickelte neue Bohrtechniken. Er stattete seine Bohrtürme mit Kufen aus, so dass sie von Brunnen zu Brunnen verschoben werden konnten. Er entwickelte auch eine Dreh-Bohr-Technik, die er mit Dampfmaschinen antrieb.
1876 wurde er zum Bürgermeister von Petrolia und 1879 zum Gouverneur des Lambton County gewählt.
Der in Palästina geborene britisch-amerikanische Ingenieur und Geschäftsmann John Simeon Bergheim war auf der Suche nach einer Bohrmannschaft für Deutschland, wurde in den USA nicht fündig und kam nach Kanada. Da die Bohrarbeiten in Petrolia nachließen, gingen Bergheim und McGarvey eine Partnerschaft ein und gründeten im Juli 1881 in London die United Continental Oil Company. In Wietze bzw. Steinförde teuften sie 1881/82 fünf Explorationsbohrungen ab, welche aber weitgehend resultatlos blieben. Im Herbst 1881 bohrte die Gesellschaft auch in Oelheim bei Peine, wo Adolf Mohr am 21. Juli mit seiner Bohrung Nr. 3 das erste deutsche Ölfieber auslöste, und in Essehof (Gde. Lehre) bei Braunschweig.
Für die Probebohrungen führte er 1882 sein Bohrverfahren, mit dem er einen Meter pro Stunde vorankam, in Galizien ein. Nach sechs Monaten wurden sie fündig und förderten 30.000 Barrel Rohöl pro Tag. Die Werkzeuge bezogen sie von der Oil Well Supply Co. aus Petrolia. Konkurrenten kaufte McGarvey auf und das Unternehmen Bergheim & Mac Garvey gewann bald die Kontrolle über die österreichisch-ungarische Ölwelt. 1884 ließ er Frau und Kinder nachkommen und lebte in Boryslaw.
Im November 1895 heiratete seine Tochter Mary Helen "Mamie" den Grafen Eberhard (Friedrich Alexander Joseph Eduard) Ferdinand von Zeppelin (1869–1926), einen Enkel des Friedrich von Zeppelin.
Im gleichen Jahr wurde das Unternehmen in eine Aktiengesellschaft überführt, die Galizische Karpathen-Petroleum-AG. Carl Benz hatte gerade sein erstes Auto gebaut.
Es entstanden Rohölraffinerien in Preßburg und in Marijampolė. 1905 wurde in Tustanowice ein ergiebiges Ölfeld aufgeschlossen mit Schacht Bukowice und Schacht Dombovka II.
Bergheim zog 1906 zur Ölsuche weiter in den Süden der britischen Kolonie Nigeria, wo er ein sechsjähriges Monopol erhalten hatte. Die britische Royal Navy hatte von Kohle- auf Ölfeuerung umgestellt und suchte nähere Quellen. Bis 1912 hatte Bergheim 15 Quellen zwischen der Lagune Lekki und dem Niger-Delta erschlossen, als er bei einem Autounfall in einem Londoner Taxi ums Leben kam. Erst 25 Jahre später nahm hier Shell die Arbeit wieder auf.
1911 wurden McGarveys Bruder James, sein Verwalter und ein Telefonist bei einem Überfall auf das Naphtawerk in Grosny von Banditen erschossen.
1914, zu Beginn des Ersten Weltkriegs, wurde die Raffinerie Maryampol bei Kampfhandlungen schwer beschädigt und die Paraffinanlage ganz vernichtet. McGarvey starb mittellos in einem österreichischen Internierungslager.
Die Raffinerie konnte im August 1917 den Vollbetrieb wieder aufnehmen und übernahm 1925 ein gutes Dutzend weiterer Ölfirmen und Raffinerien.